# Kornalovîci, Sambir
Kornalovîci (în ucraineană Корналовичі) este o comună în raionul Sambir, regiunea Liov, Ucraina, formată numai din satul de reședință.

## Demografie
Componența lingvistică a comunei Kornalovîci
     Ucraineană (99,52%)
     Alte limbi (0,48%)
Conform recensământului din 2001, majoritatea populației comunei Kornalovîci era vorbitoare de ucraineană (99,52%), existând în minoritate și vorbitori de alte limbi.